# 南克林頓鎮區 (北卡羅萊納州桑普森縣)
南克林頓鎮區（英語：South Clinton Township）是位於美國北卡羅萊納州桑普森縣的一個鎮區。

## 地方資料
南克林頓鎮區的面積為133.64平方千米，皆為陸地。根據2020年美國人口普查的數據，當地共有人口6690人，而人口密度為每平方千米50.06人。